# Quernes
Quernes és un municipi francès situat al departament del Pas de Calais i a la regió dels Alts de França. L'any 2007 tenia 453 habitants.

## Demografia

### Població
El 2007 la població de fet de Quernes era de 453 persones. Hi havia 164 famílies de les quals 28 eren unipersonals (20 homes vivint sols i 8 dones vivint soles), 56 parelles sense fills, 64 parelles amb fills i 16 famílies monoparentals amb fills.
La població ha evolucionat segons el següent gràfic:
Habitants censats

### Habitatges
El 2007 hi havia 175 habitatges, 165 eren l'habitatge principal de la família, 3 eren segones residències i 7 estaven desocupats. Tots els 175 habitatges eren cases. Dels 165 habitatges principals, 142 estaven ocupats pels seus propietaris, 18 estaven llogats i ocupats pels llogaters i 5 estaven cedits a títol gratuït; 6 tenien dues cambres, 18 en tenien tres, 42 en tenien quatre i 99 en tenien cinc o més. 139 habitatges disposaven pel capbaix d'una plaça de pàrquing. A 65 habitatges hi havia un automòbil i a 83 n'hi havia dos o més.

### Piràmide de població
La piràmide de població per edats i sexe el 2009 era:
| Homes | Edats   | Dones |
| ----- | ------- | ----- |
| 0     | 95 o +  | 0     |
| 0     | 90 a 94 | 4     |
| 0     | 85 a 89 | 0     |
| 0     | 80 a 84 | 0     |
| 0     | 75 a 79 | 8     |
| 8     | 70 a 74 | 0     |
| 12    | 65 a 69 | 16    |
| 4     | 60 a 64 | 12    |
| 8     | 55 a 59 | 4     |
| 16    | 50 a 54 | 12    |
| 12    | 45 a 49 | 12    |
| 24    | 40 a 44 | 16    |
| 36    | 35 a 39 | 24    |
| 24    | 30 a 34 | 20    |
| 28    | 25 a 29 | 12    |
| 12    | 20 a 24 | 20    |
| 12    | 15 a 19 | 36    |
| 16    | 10 a 14 | 20    |
| 16    | 5 a 9   | 16    |
| 20    | 0 a 4   | 8     |

## Economia
El 2007 la població en edat de treballar era de 307 persones, 211 eren actives i 96 eren inactives. De les 211 persones actives 191 estaven ocupades (117 homes i 74 dones) i 20 estaven aturades (6 homes i 14 dones). De les 96 persones inactives 21 estaven jubilades, 39 estaven estudiant i 36 estaven classificades com a «altres inactius».

### Ingressos
El 2009 a Quernes hi havia 168 unitats fiscals que integraven 447 persones, la mediana anual d'ingressos fiscals per persona era de 16.203 €.

### Activitats econòmiques
Dels 9 establiments que hi havia el 2007, 5 eren d'empreses de construcció, 2 d'empreses de comerç i reparació d'automòbils i 2 d'empreses classificades com a «altres activitats de serveis».
Dels 5 establiments de servei als particulars que hi havia el 2009, 2 eren lampisteries, 1 electricista, 1 empresa de construcció i 1 perruqueria.

## Equipaments sanitaris i escolars
El 2009 hi havia una escola elemental integrada dins d'un grup escolar amb les comunes properes formant una escola dispersa.

## Poblacions més properes
El següent diagrama mostra les poblacions més properes.